# Districtul Den Chai
Den Chai (în thailandeză เด่นชัย) este un district (Amphoe) din provincia Phrae, Thailanda, cu o populație de 37.440 de locuitori și o suprafață de 265,6 km².

## Componență
Districtul este subdivizat în 5 subdistricte (tambon), care sunt subdivizate în 52 de sate (muban).
| Nr. | Nume        | În thailandeză | Sate | Locuitori |  |
| --- | ----------- | -------------- | ---- | --------- |  |
| 1.  | Den Chai    | เด่นชัย          | 11   | 12,506    |  |
| 2.  | Mae Chua    | แม่จั๊วะ          | 10   | 7,478     |  |
| 3.  | Sai Yoi     | ไทรย้อย         | 12   | 6,485     |  |
| 4.  | Huai Rai    | ห้วยไร่          | 9    | 5,434     |  |
| 5.  | Pong Pa Wai | ปงป่าหวาย       | 10   | 5,537     |  |